# Grand Slam Track
Le Grand Slam Track est une compétition d'athlétisme dediée aux épreuves de courses. La première édition débute en 2025. Les disciplines de la compétition sont les sprints, haies et demi-fond sous forme d'une ligue fermée.

## Création
Michael Johnson a l'idée du Grand Slam Track pour donner plus de visibilité à l'athlétisme qu'il considère en déclin depuis les années 1990 . Il annonce en février 2024 son intention de créer une compétition, puis deux mois plus tard avoir des financements à hauteur de 30 millions de dollars. En juin 2024 les détails du Grand Slam Track sont communiqués, et Johnson promet de « révolutionner ce sport et remettre l’athlétisme sur le devant de la scène ». La compétition repose sur la signature de contrats de 48 athlètes leur imposant de participer à tous les meetings de la saison. Les premiers à signer sont Sydney McLaughlin-Levrone et Josh Kerr en juin 2024. Les meetings ont été officialisés en novembre 2024. La table de récompenses par athlète distribue en 2025 12,6 millions de dollars, dont 100 000 dollars pour chaque vainqueur à chaque meeting, ce qui est supérieur aux 10 000 à 30 000 dollars que propose la Ligue de diamant en 2024.

## Déroulement de la compétition
Le Grand Slam Track accueille 6 paires d'épreuves d'athlétisme réparties sur 4 étapes (slam). Pour chaque catégorie il y a huit athlètes, quatre sont des athlètes sous contrat qui participent aux 4 étapes de la compétition, les racers, les quatre autres sont des challengers sélectionnés en fonction de leur résultats. Le classement à chaque course attribue des points : 12, 8, 6, 5, 4, 3, 2 et 1. À l'issue des 2 courses, l'athlète ayant le plus de points est désigné vainqueur. En cas d'égalité de points, le départage se fait via un « score de domination » calculé par rapport au temps médian de chaque course.

### Catégorie des épreuves
| Groupe          | Première épreuve                | Seconde épreuve |
| --------------- | ------------------------------- | --------------- |
| Sprints courts  | 100 m                           | 200 m           |
| Haies hautes    | 100 m haies (F) 110 m haies (H) | 100 m           |
| Sprints longs   | 200 m                           | 400 m           |
| Haies basses    | 400 m haies                     | 400 m           |
| Demi-fond court | 800 m                           | 1 500 m         |
| Demi-fond long  | 3 000 m                         | 5 000 m         |

## Édition

### 2025

#### Liste des athlètes sous contrat
| Groupe          | Homme                      | Femme                           |
| --------------- | -------------------------- | ------------------------------- |
| Sprints courts  | Kenneth Bednarek (USA)     | Melissa Jefferson (USA)         |
| Sprints courts  | Fred Kerley (USA)          | Daryll Neita (GBR)              |
| Sprints courts  | Oblique Seville (JAM)      | Gabby Thomas (USA)              |
| Sprints courts  | Zharnel Hughes (GBR)       | Brittany Brown (USA)            |
| Haies hautes    | Devon Allen (USA)          | Masai Russell (USA)             |
| Haies hautes    | Daniel Roberts (USA)       | Cyrena Samba-Mayela (FRA)       |
| Haies hautes    | Sasha Zhoya (FRA)          | Jasmine Camacho-Quinn (PUR)     |
| Haies hautes    | Freddie Crittenden (USA)   | Ackera Nugent (JAM)             |
| Sprints longs   | Muzala Samukonga (ZAM)     | Marileidy Paulino (DOM)         |
| Sprints longs   | Steven Gardiner (BAH)      | Salwa Eid Naser (BHR)           |
| Sprints longs   | Matthew Hudson-Smith (GBR) | Alexis Holmes (USA)             |
| Sprints longs   | Jereem Richards (TRI)      | Nickisha Pryce (JAM)            |
| Haies basses    | Alison dos Santos (BRA)    | Sydney McLaughlin-Levrone (USA) |
| Haies basses    | Clément Ducos (FRA)        | Jasmine Jones (USA)             |
| Haies basses    | Roshawn Clarke (JAM)       | Rushell Clayton (JAM)           |
| Haies basses    | Caleb Dean (USA)           | Shamier Little (USA)            |
| Demi-fond court | Josh Kerr (GBR)            | Diribe Welteji (ETH)            |
| Demi-fond court | Yared Nuguse (USA)         | Nikki Hiltz (USA)               |
| Demi-fond court | Cole Hocker (USA)          | Jessica Hull (AUS)              |
| Demi-fond court | Marco Arop (CAN)           | Mary Moraa (KEN)                |
| Demi-fond long  | Grant Fisher (USA)         | Agnes Ngetich (KEN)             |
| Demi-fond long  | Ronald Kwemoi (KEN)        | Tsigie Gebreselama (ETH)        |
| Demi-fond long  | Luis Grijalva (GUA)        | Elise Cranny (USA)              |
| Demi-fond long  | Hagos Gebrhiwet (ETH)      | Nozomi Tanaka (JPN)             |

#### Résultats

##### Hommes
| Groupe          | Kingston (Independence Park)   | Miami (Ansin Sports Complex) | Philadelphie (Franklin Field)  | Los Angeles (Drake Stadium) | Racer of the Year |
| --------------- | ------------------------------ | ---------------------------- | ------------------------------ | --------------------------- | ----------------- |
| Sprints courts  | Kenneth Bednarek (USA) (R)     | Kenneth Bednarek (USA) (R)   | Kenneth Bednarek (USA) (R)     | à venir                     | à venir           |
| Haies hautes    | Sasha Zhoya (FRA) (R)          | Trey Cunningham (USA)(C)     | Jamal Britt (USA) (C)          | à venir                     | à venir           |
| Sprints longs   | Matthew Hudson-Smith (GBR) (R) | Jereem Richards (TRI) (R)    | Matthew Hudson-Smith (GBR) (R) | à venir                     | à venir           |
| Haies basses    | Alison dos Santos (BRA) (R)    | Alison dos Santos (BRA) (R)  | Trevor Bassitt (USA) (C)       | à venir                     | à venir           |
| Demi-fond court | Emmanuel Wanyonyi (KEN) (C)    | Josh Kerr (GBR) (R)          | Marco Arop (CAN) (R)           | à venir                     | à venir           |
| Demi-fond long  | Grant Fisher (USA) (R)         | Grant Fisher (USA) (R)       | Nico Young (USA) (C)           | à venir                     | à venir           |

##### Femmes
| Groupe          | Kingston (Independence Park)        | Miami (Ansin Sports Complex)        | Philadelphie (Franklin Field) | Los Angeles (Drake Stadium) | Racer of the Year |
| --------------- | ----------------------------------- | ----------------------------------- | ----------------------------- | --------------------------- | ----------------- |
| Sprints courts  | Melissa Jefferson-Wooden (USA) (R)  | Melissa Jefferson-Wooden (USA) (R)  |                               | à venir                     | à venir           |
| Haies hautes    | Danielle Williams (JAM) (C)         | Ackera Nugent (JAM) (R)             | Ackera Nugent (JAM) (R)       | à venir                     | à venir           |
| Sprints longs   | Gabrielle Thomas (USA) (R)          | Marileidy Paulino (DOM) (R)         | Marileidy Paulino (DOM) (R)   | à venir                     | à venir           |
| Haies basses    | Sydney McLaughlin-Levrone (USA) (R) | Sydney McLaughlin-Levrone (USA) (R) | Jasmine Jones (USA) (R)       | à venir                     | à venir           |
| Demi-fond court | Diribe Welteji (ETH) (R)            | Freweyni Hailu (ETH) (C)            | Diribe Welteji (ETH) (R)      | à venir                     | à venir           |
| Demi-fond long  | Ejgayehu Taye (ETH) (C)             | Agnes Jebet Ngetich (KEN) (R)       | Agnes Jebet Ngetich (KEN) (R) | à venir                     | à venir           |

Légende : 

(R) : Racer

(C) : Challenger